# Das Bächlein
Das Bächlein ist ein deutsches Gedicht eines unbekannten Verfassers, das fälschlicherweise Johann Wolfgang von Goethe zugeschrieben wurde. Es erschien in mehreren Schulliederbüchern des 19. und 20. Jahrhunderts, wurde in verschiedene Sprachen übersetzt und mehrfach vertont.

## Geschichte
Das Bächlein stammt möglicherweise von Caroline Rudolphi. Es beginnt mit den Worten Du Bächlein silberhell und klar und enthält drei Strophen. In der ersten Strophe wird das Bächlein angesprochen. In der zweiten und dritten Strophe beantwortet es die Frage: Wo kommst du her, wo gehst du hin?
Das Gedicht wird zum Teil bis heute für ein Werk Goethes gehalten und erfreute sich bald großer Beliebtheit. Es wurde auf Italienisch, Englisch und Niederländisch übersetzt und erfuhr schon im 19. Jahrhundert unterschiedliche Vertonungen, unter anderem als Am Bächlein durch Georg Goltermann und Johann Wenzel Kalliwoda. Nachdem Richard Strauss im November 1933 das Präsidium der Reichsmusikkammer übernommen hatte, bedankte er sich noch im selben Jahr bei Propagandaminister Joseph Goebbels mit dem Lied Das Bächlein für Gesang und Klavier in F-Dur und schrieb dazu 1935 eine Orchesterfassung. Dies ist das erste seiner Drei Lieder op. 88, wobei ebenfalls Goethe als Textautor angegeben wurde. In einigen neueren Ausgaben wird die letzte Zeile Der, denk ich, wird mein Führer sein ersetzt durch Der, denk ich, wird mein Lenker sein.